# Carlo Erba (pharmacien)
Pour les articles homonymes, voir Carlo Erba.
Carlo Erba (né le 17 novembre 1811 à Vigevano, dans l'actuelle province de Pavie en Lombardie, alors dans le royaume d'Italie et mort le 6 avril 1888  à Milan) était un pharmacien italien du XIXe siècle, fondateur du groupe pharmaceutique qui porte son nom.

## Biographie
Carlo Erba ouvrit sa première officine de pharmacien en 1853 via Fiori Oscuri, à Milan et, au fil du temps, le développement de son entreprise fit de celle-ci l'un des groupes pharmaceutiques les plus importants d'Italie.
Il est également par ailleurs, le fondateur de la société d'électricité Edison SpA et, au sein de l'École polytechnique de Milan, de l'Istituzione Elettrotecnica Carlo Erba.